# 司法院釋字第644號解釋
司法院釋字第644號解釋於中華民國97年（2008年）6月20日作成，核心爭點在於《人民團體法》禁止設立「主張共產主義、分裂國土」之團體是否違憲。是中華民國言論自由中，繼司法院釋字第445號解釋後，有關防衛性民主、政治性言論自由、結社自由的重要解釋。大法官採取嚴格審查標準，認為一概事前禁止設立，違反《中華民國憲法》第23條比例原則中之必要性原則（最小侵害性原則），並宣告系爭條文因違憲而立即失效。

## 解釋文
人民團體法第二條規定：「人民團體之組織與活動，不得主張共產主義，或主張分裂國土。」同法第五十三條前段關於「申請設立之人民團體有違反第二條……之規定者，不予許可」之規定部分，乃使主管機關於許可設立人民團體以前，得就人民「主張共產主義，或主張分裂國土」之政治上言論之內容而為審查，並作為不予許可設立人民團體之理由，顯已逾越必要之程度，與憲法保障人民結社自由與言論自由之意旨不符，於此範圍內，應自本解釋公布之日起失其效力。

## 案件背景
聲請人陳師孟於民國87年（1998年）向臺北市政府社會局申請籌組社會團體「臺北市外省人臺灣獨立促進會」，遭臺北市政府社會局以違反舊《人民團體法》第2條等否准其聲請。陳師孟循序提起訴願、行政訴訟後均遭駁回，便向司法院大法官聲請釋憲。

## 理由書

### 審理範圍
大法官認為，審查之對象，非僅以聲請書明指者為限，且包含該確定終局裁判實質上援用為裁判基礎之法律或命令。雖本件聲請人僅指稱人民團體法第二條有違憲疑慮，然而違反該條之法律效果係訂於同法第五十三條，二者必須合併適用，是以大法官審理範圍包含人民團體法第二條及第五十三條。

### 結社自由
大法官認為，憲法第十四條規定人民有結社之自由，除保障人民得以團體之形式發展個人人格外，更有促使具公民意識之人民，組成團體以積極參與經濟、社會及政治等事務之功能，對其限制，以設立管制對人民結社自由之限制最為嚴重，應嚴格審查。

### 言論自由
大法官認為，言論自由有實現自我、溝通意見、追求真理、滿足人民知的權利，形成公意，促進各種合理的政治及社會活動之功能，乃維持民主多元社會正常發展不可或缺之機制。所謂「主張共產主義，或主張分裂國土」原係政治主張之一種，以之為不許可設立人民團體之要件，即係賦予主管機關審查言論本身之職權，直接限制人民言論自由之基本權利。

### 比例原則之審查
大法官認為，即便參考憲法增修條文第五條第五項規定：「政黨之目的或其行為，危害中華民國之存在或自由民主之憲政秩序者為違憲。」有採取防衛性民主之理念，也非事前禁止組織政黨，而是於政黨成立後，其目的或行為違反上開規定，且須經憲法法庭做成解散之判決後，始得事後禁止。是以人民團體法授權主管機關於許可設立人民團體以前，先就言論之內容為實質之審查，僅有此主張即不予許可，則無異僅因主張共產主義或分裂國土，即禁止設立人民團體，顯然逾越憲法第二十三條所定之必要範圍，應屬違憲。

### 人民團體法第53條後段
大法官認為，人民團體法第53條「前段」對政治性言論與結社採「事前限制」不符合必要性原則，但補充就人民團體法第53條「後段」，若人民團體於設立後有此主張，依當時之事實狀態，足以認定其目的或行為危害中華民國之存在或自由民主之憲政秩序者，主管機關仍可於事後廢止其許可，仍屬合憲。

## 意見書
本釋字共有三位大法官提出意見書：林子儀大法官提出之協同意見書、許宗力大法官提出之協同意見書、許玉秀大法官提出之一部協同一部不同意見書。

### 明確性原則
三位大法官都批評人民團體法第2條違反明確性原則，許宗力大法官認為「共產主義或分裂國土」，都是不明確的政治概念，可能隨執法者之政治偏好而異，例如孫中山先生亦自認三民主義中之民生主義是共產主義等，將政治語言提升為法律概念，將使人民隨時處在恐懼、忐忑之態度。許玉秀大法官也認為司法院釋字第328號解釋既然認為固有疆域屬政治問題無法解釋，司法機關又如何能夠在個案中認定是否為分裂國土，於嚴格之標準下顯然違反明確性原則。

### 審查標準
三位大法官，都認為針對「政治性言論、結社自由」之事前審查，應採取更嚴格之審查標準。
許玉秀大法官認為對於言論自由的侵害無異於對思想自由的侵害，因為不能講、不敢講之後就是不敢想、不能想，參考釋字第567號解釋之意旨，對思想自由的保障涉及個人人格的自我實現，而對於政治性言論的箝制，涉及對弱勢的壓迫，應給予最大的保障，大法官應該採取「最嚴格」的審查標準
林子儀、許宗力大法官則援引釋字第445號解釋，對政治性言論自由應採取「明顯而立即危險」的審查標準，只有在特定言論對中華民國之存在或民主憲政秩序之危害已達明顯而立即危險時，例如大眾將可能受其鼓吹而立即實踐共產主義或分裂國土行為等，才可以例外的進行事前管制。

### 防衛性民主
多數意見於理由書末段補充人民團體法第53條後段並不違憲，許宗力大法官採取反對的見解，他認為我國憲法增修條文既然只對政黨採取防衛性民主之管制，根據「明示其一，排除其他」的法律原則，可知修憲者對政黨以外人民團體之管制係並未採取防衛性民主理論，仍必須達到「明顯而立即危險」時才可以進行管制，林子儀大法官亦採類似的看法，認為人民團體法第53條後段亦違反比例原則而違憲。許玉秀大法官也認為無法依憲法增修條文第5條推論出對一般政治性團體的限制。

## 學術評析

### 許志雄教授之評析
許志雄教授大致上贊同三位大法官之意見書，並批評最高行政法院欠缺人權觀念，未能自憲法角度充分保障人民之言論自由、結社自由。並補充憲法增修條文第5條是參考德國基本法所修訂，但背後是國民黨於修改憲法時，為了對付民進黨台獨黨綱所增設，所以適用時應格外審慎，避免成為公權力打壓異己的工具。此外關於審查基準，教授強調應採取「事前抑制禁止理論」，也就是說對於言論進行事前審查，應採取最嚴格的審查，並參照釋字第445號解釋提出之「明顯而立即危險」原則作為判斷標準。

### 張嘉尹教授之評析
張嘉尹教授亦大致上贊同三位大法官之意見書，並批評理由書末段就人民團體法第53條後段所提出之論述，並不在原聲請人所聲請之範圍內，大法官此段解釋並不具拘束力。此外，張嘉尹提出「防衛性民主的幽靈」的概念，認為國家可能濫用防衛性民主的概念而不當限縮人民之言論自由與結社自由，並認為人民團體法第2條全部皆屬違憲。

## 後續影響
雖本釋字僅宣告人民團體法第2條與第53條前段合併使用之部分違憲，然而此後立法院於民國100年5月27日修法時，於修法理由中參考本釋字之意旨，將人民團體法第2條、第53條全部都予以刪除。

## 外部連結
- 司法院-釋字第644號解釋 （页面存档备份，存于）